# Операція «Гудвуд»

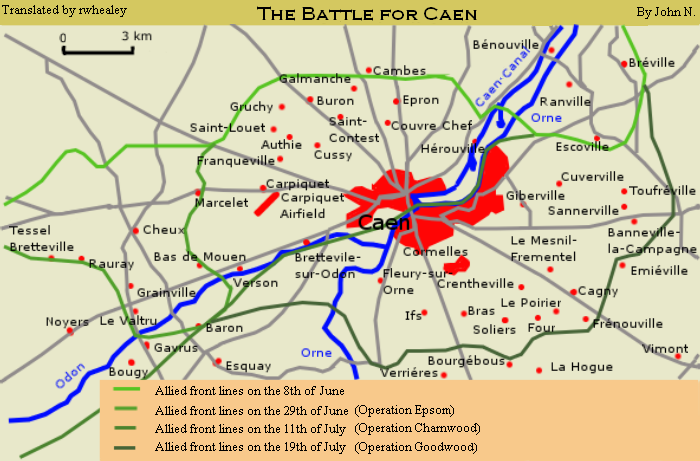
Карта битви за Кан. Операція «Гудвуд» висвітлена темно-зеленим кольором

Не варто плутати з операцією «Гудвуд», що проводилась у серпні 1944 року з атаки німецького лінкора «Тірпіц»
Операція «Гудвуд» (англ. Operation Goodwood) — наступальна операція британських військ в період з 18 по 20 липня 1944 у ході битви за місто Кан. Британський VIII корпус силами 3-х бронетанкових дивізій, за підтримки британського I корпусу, що атакував на східному фланзі та канадського II корпусу, що діяв за планом операції «Атлантик» на західному фланзі здійснював наступ з глибоким охопленням зайнятого німцями Кана.
20 липня операція «Гудвуд» закінчилася проривом британськими бронетанковими військами оборонної лінії німців і виходом їх на рубіж мосту Бургебю.
За твердженнями деяких істориків ця битва стала наймасштабнішою битвою в історії британських бронетанкових військ.

## Історія

### Передумови
Історичне нормандське місто Кан грало важливу роль в операції союзників «Оверлорд» і відповідно до загального задуму операції було головною метою 3-ї британської піхотної дивізії в День Д з моменту висадки на плацдарм «Сорд» 6 червня 1944 року. Захоплення Кана визначалося на усіх рівнях командування, як найголовніше завдання для британців, тому що заволодіння цим містом відкривало шляхи для подальшого просування союзників у загальному напрямку на Париж. Дивізія здійснювала висадку одночасно зі своїми силами підтримки — 27-ю окремою танковою бригадою, 1-ю бригадою спеціальних операцій (посилену французькими командос) і додатковими силами, в тому числі підрозділами 79-ї бронетанкової бригади.
За планами 2-га британська армія генерала Майлза Демпсі мала утримати місто, а потім сформувати лінію фронту від Комон-л'Еванте на південний схід до Кана, щоб забезпечити район розгортання мережі аеродромів та захистити лівий фланг 1-ї американської армії генерал-лейтенанта Омара Бредлі, поки він здійснював прорив до Шербура.
3-тя піхотна дивізія не змогла здійснити штурм Кана з першої спроби й була зупинена неподалік від околиць міста. Наступні атаки були безуспішними, оскільки німецький опір зміцнився; відмовившись від прямого підходу, 7 червня була розпочата операція «Перч» — наступ сил І та XXX корпусів з охопленням міста з флангів, щоб оточити Кан зі сходу та заходу. I корпус, наносячи удар на південь з плацдарму на Орні, був зупинений 21-ю танковою дивізією, а атака XXX корпусу зав'язла перед Тіллі-сюр-Селль, на захід від Кана, в боях проти танкової дивізії «Лер».

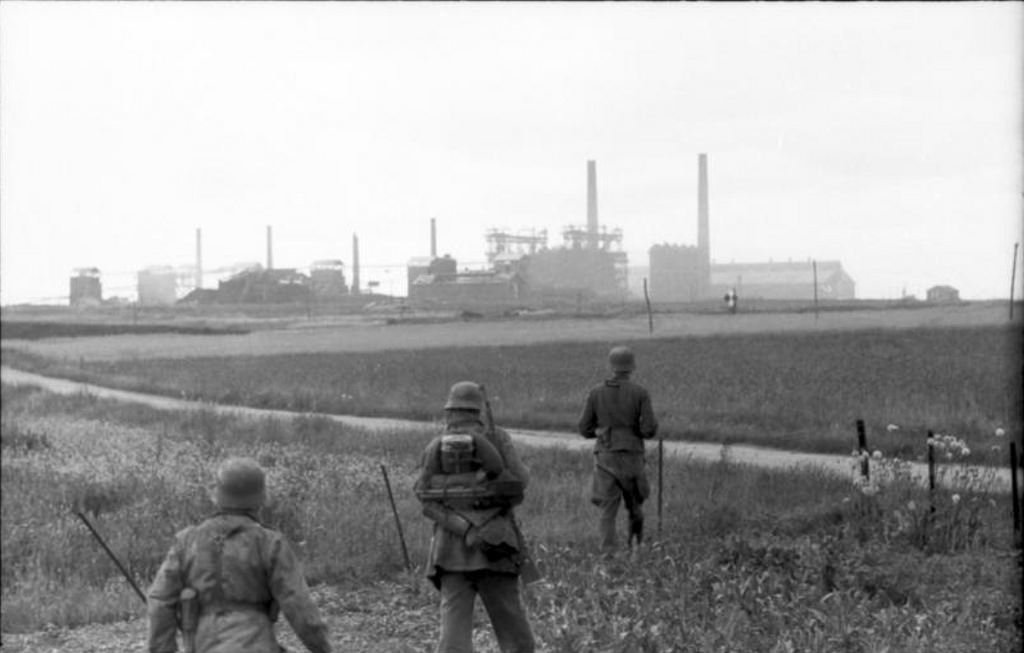
Німецькі солдати біля фабрики на околиці Коломбель. Операція «Гудвуд». Липень 1944

7-ма бронетанкова дивізія частиною сил пробилася через проміжок у лінії німецького фронту і спробувала захопити місто Вілле-Бокаж у німецькому тилу. У бою при Вілле-Бокаж авангард 7-ї бронетанкової дивізії зазнав поразки та був вибитий з міста, але до 17 червня підрозділи танкової дивізії «Лер» були витіснені британцями, а XXX корпус опанував Тії-сюр-Сель. Через сильний шторм на Ла-Манші, який вплинув на плани подальших наступальних операцій, включаючи другу атаку 7-ї бронетанкової дивізії, подальші спроби атакувати Кан були відкладені.
26 червня, через кілька днів після приведення себе до тями після шторму, британці розпочали операцію «Епсом». Нещодавно прибулий VIII корпус лейтенант-генерала Річарда О'Коннора повинен був атакувати на захід від Кан, на південь через річки Одон і Орн, захопити висоти поблизу Бреттвіль-сюр-Леза, і в такий спосіб оточити місто. Атаці передувала операція «Матліт», що проводилася силами двох піхотних дивізій — 49-ї та 50-ї — з метою забезпечення флангу VIII корпусу, захопивши високий край праворуч від осі наступу.
Німцям вдалося стримати наступ, кинувши в бій усі свої наявні сили, включаючи щойно прибулі до Нормандії дві танкові дивізії, призначені для наступу на британські та американські позиції навколо Байо. Кілька днів потому 2-га британська армія розпочала операцію «Чарнвуд» — фронтальний штурм Кана. Атаці передувала операція «Віндзор», захоплення канадськими військами аеродрому Карпіке біля Кана. До 9 липня Кан на північ від річок Орн та Одон був захоплений, але німецькі війська зберегли контроль над південним берегом та рядом важливих місць, включаючи металургійний завод Коломбеля, чиї високі димоходи височіли нади районом.
10 липня генерал Бернард Монтгомері, командувач усіма наземними військами союзників у Нормандії, провів зустріч у своєму штабі з командувачами армій генералами Демпсі та Бредлі. Вони обговорили результати загальної ситуації навколо 21-ї групи армій за підсумками завершення операції «Чарнвуд» і проаналізували провал першого наступу американських військ. Монтгомері схвалив замисел операції «Кобра», наступальної операції, яку 1-ша американська армія мала розпочати 18 липня. Монтгомері наказав Демпсі «продовжувати наносити удари: витягуючи німецькі сили, особливо броню, на себе — щоб полегшити шлях для Бредлі».

### Підготовка до битви

#### Планування операції
Операція «Гудвуд», яка розроблялася, отримала назву на честь кінних перегонів біля маєтку Гудвуд (англ. Goodwood Racecourse) неподалік від Чичестера. За загальним замислом VIII британський корпус силами трьох бронетанкових дивізій атакував у південному напрямку з плацдарму на Орні, захопленого британськими десантниками 6-ї дивізії ще 6 червня. 11-та бронетанкова дивізія мала наступати на південний захід через хребет Бургебю і дорогу Кан — Фалез, націлившись на Бреттвіль-сюр-Лез. Гвардійська бронетанкова дивізія наступала на південний схід, маючи за мету захоплення Вімона і Аржанса, 7-ма бронетанкова дивізія розпочинала останньою і повинна була прорватися на південь до Фалеза. 3-та піхотна дивізія, підтримана частиною 51-ї (Гірської) піхотної дивізії, мала забезпечити східний фланг, захопивши територію навколо Ем'євіля, Туффревіля та Троарна. Одночасно за задумом операції «Атлантик» розпочинав атаку II канадський корпус, підтримуючи західний фланг VIII британського корпусу, щоб захопити південну частину Кана. Початок британської та канадської операції визначався на 18 липня, а операція «Кобра» американських військ відкладалася на два дні, щоб 1-ша армія могла забезпечити собі вихідний рубіж для наступу навколо Сен-Ло.
Проте, 15 липня в ході планування операції Монтгомері видав письмову директиву, наказавши Демпсі змінити план з «глибокого прориву» на «ведення наступальних дій з обмеженими цілями». За головну мету VIII корпусу було доручено не ризикувати масовим проривом своїх танків, а «втягнути в бій німецьку бронетехніку та завдати їй максимальних втрат», забезпечивши в такий спосіб успішний наступу 1-ій американській армії Омара Бредлі. Відповідно і цілі трьох бронетанкових дивізій були змінені, вони мали своїми діями перетворити власні позиції на нездоланий бастіон щоб «домінувати в районі Бургебю — Вімон — Бретвіль» та скувати противника. Цілі II канадського корпусу залишились незмінними, і було підкреслено, що вони є життєво важливими, від досягнення яких залежить подальший успіх VIII корпусу.

#### Склад сил в операції «Гудвуд»
2-га британська армія (генерал Майлз Демпсі)
- 1-й армійський корпус (генерал-лейтенант Джон Крокер)
  - 3-тя піхотна дивізія (генерал-майор Лашмер Вістлер)
    - 8-ма піхотна бригада
    - 9-та піхотна бригада
    - 185-та піхотна бригада
    - 33-тя бронетанкова бригада

  - 51-та (Гірська) піхотна дивізія (генерал-майор Д.Буллен-Сміт)
    - 152-га піхотна бригада
    - 153-тя піхотна бригада
    - 154-та піхотна бригада
- 8-й армійський корпус (генерал-лейтенант Річард О'Коннор)
  - Гвардійська бронетанкова дивізія (генерал-майор Аллан Адейр)
    - 5-та Гвардійська бронетанкова бригада
    - 32-га Гвардійська бронетанкова бригада

  - 7-ма бронетанкова дивізія (генерал-майор Джордж Ерскін)
    - 22-га бронетанкова бригада
    - 131-ша піхотна бригада

  - 11-та бронетанкова дивізія (генерал-майор Джордж Філіп Робертс)
    - 29-та бронетанкова бригада
    - 159-та піхотна бригада

  - 79-та бронетанкова дивізія (генерал-майор Персі Гобарт)

 Танкова армія «Захід» (генерал танкових військ Генріх Ебербах)
- 1-й танковий корпус СС (СС-оберстгрупенфюрер та генерал-полковник військ СС Йозеф Дітріх)
  - 1-ша танкова дивізія Лейбштандарте-СС «Адольф Гітлер» (СС-бригадефюрер та генерал-майор військ СС Теодор Віш)
  - 12-та танкова дивізія СС «Гітлерюгенд» (СС-бригадефюрер та генерал-майор військ СС Курт Меєр)
  - 272-га піхотна дивізія (генерал-майор Фрідріх-Август Шак)
  - 101-й важкий танковий батальйон СС (СС-оберштурмбанфюрер Гайнц фон Вестернгаген)
- LXXXVI армійський корпус (генерал від інфантерії Ганс фон Обстфельдер)
  - 21-ша танкова дивізія (генерал-лейтенант Едгар Фойхтінгер)
  - 346-та піхотна дивізія (генерал-лейтенант Еріх Дістель)
  - 711-та піхотна дивізія (генерал-лейтенант Йозеф Райхерт)
  - 16-та авіапольова дивізія (генерал-майор Карл Зіверс)
  - 503-й важкий танковий батальйон (гауптман Рольф Фромм)

Артилерійську підтримку в операції «Гудвуд» забезпечувало 760 артилерійських систем: 456 польових гармат від 19 польових полків, 208 гармат середнього калібру, 48 важких гармат і 48 важких зенітних гармат від артилерії I, VIII, XII британських та II канадського корпусів, а також 2-га та 4-та армійські групи Королівської артилерії. Кожній польовій гармати виділялося 500 снарядів, кожній середній — 300, а кожній важкій гармати або гаубиці — 150 снарядів. Додаткову підтримку надавали три бойові кораблі Королівського флоту, цілями яких були німецькі гармати, розташовані на позиціях поздовж узбережжя в регіоні Кабур і Мервіль-Франсвіль-Плаж.
Авіаційну підтримку в ході наступу забезпечували 2077 важких і середніх бомбардувальників Королівських ПС та ВПС армії США. За задумом бомбардувальна авіація під прикриттям винищувачів, забезпечуючи повітряну підтримку діям сухопутних військ в оперативній глибині, атакувала цілі трьома хвилями. Безпосередню авіаційну підтримку дій на тактичному рівні здійснювала 83-тя авіаційна група Королівських ПС. Її головним завданням була нейтралізація німецьких позицій на флангах VIII корпусу, потужних опорних пунктів, як-то у селі Каньї, атака німецьких позицій артилерійських підрозділів та резервів у районах та заборона маневру німецьких військ.

### Підготовка німців
Німецьке командування вважало район Кана наріжним камінням їхнього положення в Нормандії і було твердо налаштоване утримувати оборонну лінію від Ла-Маншу до західного берега Орн. 15 липня німецька військова розвідка попередила керівництво, що з 17 липня ймовірний початок наступальної операції британців з плацдарму на річці Орн. Вважалося, що британці намагатимуться прорвати їхню оборону та, вирвавшись на оперативний простір, просунуться на південний схід до Парижа. Генерал Генріх Ебербах, командувач танкової групи «Захід», розробив план оборони, в деталях опрацьований його командирами двох корпусів та шести дивізій. На напрямку вірогідного удару був побудований «пояс» глибиною не менше 16 км, організований у чотири оборонні лінії. Села, що опинилися в поясі, були додатково укріплені, а протитанкові гармати розміщені вздовж його південного та східного країв. Щоб танки могли вільно маневрувати в межах поясу, німці вирішили не встановлювати протитанкові мінні поля перед кожною оборонною лінією. 16 липня над британськими позиціями було здійснено кілька розвідувальних польотів, але більшість із них було відбито зенітним вогнем. Лишень з настанням темряви літакам, обладнаним камерою, вдалося зробити світлини, на яких булио видно однобічний потік руху бронетехніки через Орн на британський плацдарм.
На напрямку головного удару противника позицію займали формування LXXXVI армійського корпусу, підсиленого значною кількістю артилерії. 346-та піхотна дивізія оборонялася від узбережжя до північної околиці Туффревіля, а виснажена в попередніх боях 16-та авіапольова дивізія Люфтваффе займала рубіж від Туффревіля до Коломбеля. Бойова група фон Люк, сформована з 125-го панцергренадерського полку 21-ї танкової дивізії, зосередилася позаду цих сил приблизно з 30 штурмовими гарматами. Бронетанкові підрозділи 21-ї танкової дивізії, підсилені 503-м важким танковим батальйоном, до складу якого входило десять «Королівських тигрів», знаходились у районі на північний схід від Каньї, в готовності підтримати бойову групу фон Люка та діяти як загальновійськовий резерв. Решта дивізійних панцергренадерів з протитанковими та штурмовими гарматами окопалися на підходах до сіл у рівнині Кан. Розвідувальний та інженерний батальйони 21-ї танкової дивізії мали позиції на хребті Бургебю, забезпечуючи захист корпусній артилерії. LXXXVI корпус мав 194 артилерійських системи різного калібру, 272 «небельверферів» та 78 88-мм зенітних і протитанкових гармат. Більша частина артилерії LXXXVI корпусу знаходилася на вогневих позиціях за хребтом, прикриваючи дорогу Кан — Фалез.

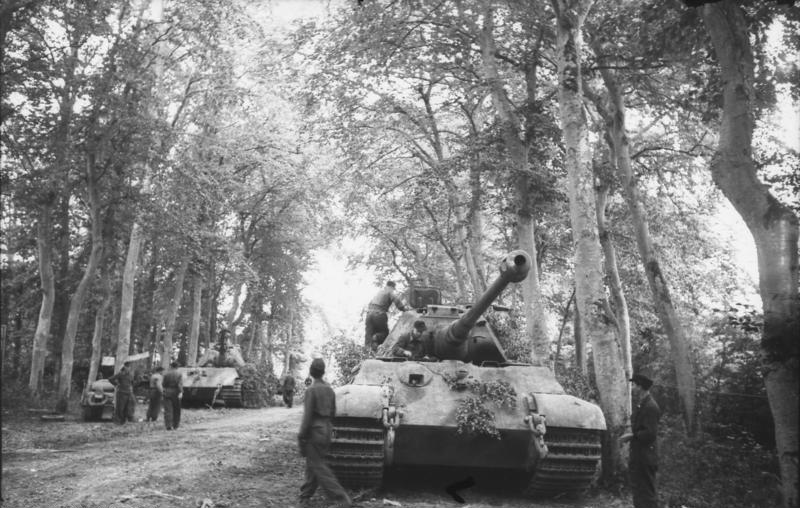
Колона німецьких важких танків «Королівський Тигр» 503-го важкого танкового батальйону переховуються в лісосмузі від повітряної розвідки союзників. Липень 1944

Позиції перед Каном на захід від дороги Кан — Фалез займав I танковий корпус СС. 14 липня підрозділи 272-ї піхотної дивізії змінили на оборонних позиціях біля Воселя 1-шу танкову дивізію Лейбштандарте-СС «Адольф Гітлер», яка перейшла у резерв та зайняла район між селом Іф і східним берегом Орна. Наступного дня 12-та танкова дивізія СС «Гітлерюгенд» була виведена до резерву Верховного командування вермахту для відпочинку та відновлення боєздатності та — за наказом Гітлера — перебувала в готовності вступити в бій в разі ймовірної другої висадки союзників між річками Орн і Сена. Дивізійний артилерійський полк і зенітний дивізіон залишалися позаду для підтримки 272-ї піхотної дивізії. Дві дивізійні бойові групи були виділені від дивізії: бойова група «Вальдмюллер» зосередилася біля Фалеза, а бойова група «Вюнше» — поблизу Лізьє, за 40 кілометрів на схід від Кана.

### Відволікаючі операції британців

#### Операція «Грінлайн»
Командування союзників, намагаючись ввести противника в оману стосовно дійсного напрямку головного удару, організувало та провело дві допоміжні відволікаючі наступальні операції. Монтгомері хотів переконати німців у тому, що британський наступ буде розпочато західніше Орна через позиції XII корпусу, і в такий спосіб зв'язати 9-ту та 10-ту танкові дивізії СС боями, щоб вони не могли вплинути на перебіг операції «Гудвуд» чи «Кобра». Ввечері 15 липня XII корпусом була розпочата операція «Грінлайн». Ударне угруповання корпусу у складі 15-ї (Шотландської) піхотної дивізії, підсиленої бригадою 53-ї (Валлійської) піхотної дивізії, 34-ї танкової бригади, 43-ї (Вессекської) та 53-ї (Валлійської) (без однієї бригади) піхотних дивізій, за підтримки 450 гармат, у місячному світлі перейшло в атаку. Попри артилерійському вогню німецької артилерії, британські війська до світанку захопили декілька визначених цілей, включаючи важливу висоту 113, хоча набагато важливіша в тактичному плані висота 112 продовжувала залишатися в руках німців, не зважаючи на спроби її опанувати.

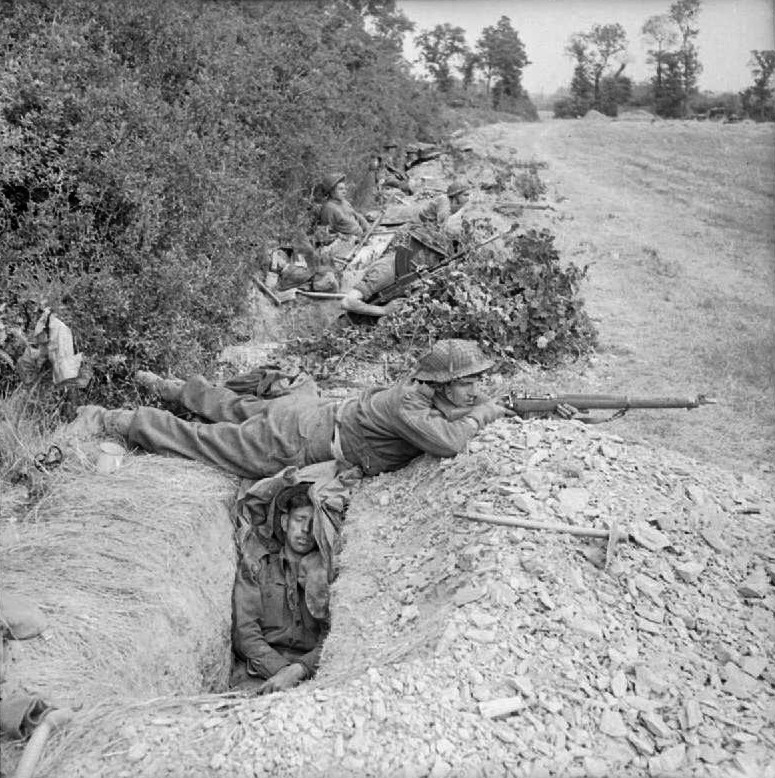
Британські війська на позиціях між висотами 113 та 112 в долині Одона перед початком операції «Гудвуд». Липень 1944

9-ій танковій дивізії СС вдалося до кінця дня значною мірою відновити свої позиції, хоча намагання німців відбити висоту 113 не увінчалися успіхом. Наступного дня XII корпус продовжив бій, але безрезультатно і ввечері 17 липня операція була припинена, а британські підрозділи відійшли з висоти 113 у вихідне положення.

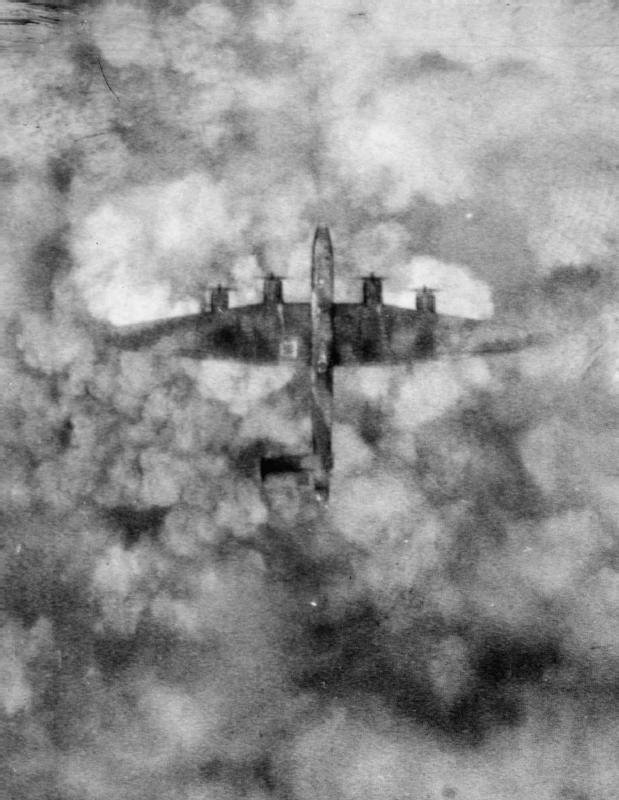
Пошкоджений при авіанальоті на Мондвіль британський бомбардувальник «Галіфакс». Операція «Гудвуд»

#### Операція «Помергранат»
16 липня силами XXX корпусу розпочалася друга відволікаюча операція «Помергранат», в ході якої британці мали захопити кілька важливих сіл. У перший день британська піхота захопила ключову ціль і взяла 300 полонених, але наступного дня в околицях Нуає-Бокаж велися бої з перемінним успіхом, де підрозділи 9-ї танкової дивізії СС намагалися втримати село. Незважаючи на те, що британці взяли під контроль залізничну станцію і узвишшя за межами села, Нуає-Бокаж залишився в руках німців.
Проведення двох відволікаючих операцій коштували 2-ій армії 3500 жертв без значних територіальних прибутків, але «Грінлайн» та «Помергранат» мали стратегічний успіх. Реагуючи на загрози в долині Одон, німці змушені були утримувати 2-гу та 10-ту танкові дивізії СС на передовій і відкликати 9-ю танкову дивізію СС з резерву корпусу. Німці зазнали втрату близько 2000 людей. Британський історик Террі Копп писав, що бойові дії в цих боях стали «одними з найкривавіших зіткнень кампанії».
Пізно вдень 17 липня британський «Спітфайр» помітив німецький штабний автомобіль на дорозі поблизу села Сент-Фуа-де-Монгоммері. Винищувач атакував машину, змусивши її з'їхати з дороги. Серед пасажирів автівки був генерал-фельдмаршал Ервін Роммель, командувач групи армій «B», який був важко поранений, і залишив командування групою армій.

### Битва
18 липня, незадовго до світанку, британська піхота на плацдармі Орна тихо відійшла від лінії фронту на відстань 0,8 км. О 05:45 1056 важких бомбардувальників «Галіфакс» та «Ланкастер» скинули 4900 тонн фугасних бомб на позиції 21-ї танкової дивізії навколо Коломбеля, металургійного заводу та на Каньї, перетворивши половину села на руїни. О 06:40 британська артилерія відкрила вогонь, а через двадцять хвилин пішла друга хвиля бомбардувальників. З висоти 3000–4000 м американські B-26 «Мародери» скинули 572 тонн осколочних бомб на 16-ту авіапольову дивізію Люфтваффе, паралельно винищувачі-бомбардувальники атакували німецькі опорні пункти та артилерійські позиції. Під час 45-хвилинного бомбардування війська та танки 11-ї бронетанкової дивізії вирушили з районів зосередження на рубіж переходу в атаку. О 07:45, в час «Ч», у відповідності до плану вогневої підтримки наступу артилерія союзників перейшла на рухомий загороджувальний вогонь, який рухався попереду атакуючих підрозділів 11-ї бронетанкової дивізії.
З початком руху дивізії артилерія перенесла вогонь по ворожих позиціях біля Кювервіля, Демувіля, Жибервіля, Лібервіля, Каньї та Ем'євіля та розпочало вести зосереджений вогонь по цілях південніше Гарсель-Секвіль та Баннвіль-ла-Кампань. П'ятнадцять хвилин потому американські важкі бомбардувальники скинули ще 1360 тонн осколочних бомб на опорні пункти противника біля Троарна та на основні артилерійські позиції німців на хребті Бургебю. Лише 25 бомбардувальників у трьох хвилях були збиті внаслідок німецького зенітного вогню. Подальша повітряна підтримка наземних військ в операції була передана 800 винищувачам-бомбардувальникам 83-ї та 84-ї авіаційних груп.

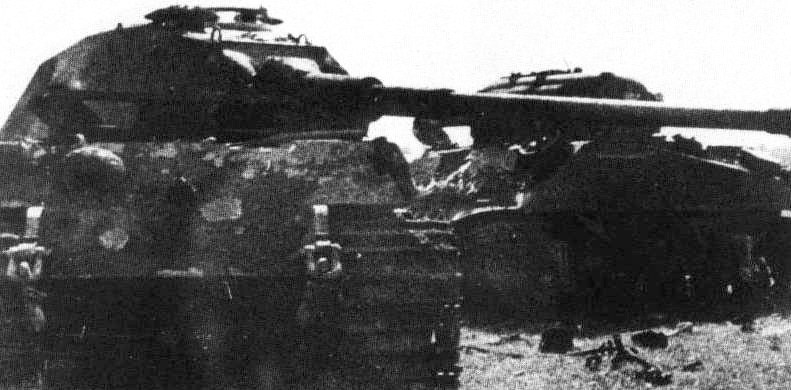
Протаранений британським танком Шерман (Гвардійська бронетанкова дивізія) німецький важкий танк «Королівський Тигр» зі складу 503-го важкого танкового батальйону. Каньї. 1944

Результатом бомбардування стало тимчасово виведення з ладу 22-го танкового полку і III роти 503-го важкого танкового батальйону, чиї танки зазнали різного ступеня шкоди. Деякі були перекинуті, деякі знищені, а двадцять пізніше знайдено покинутими у воронках від бомб. Більшість німецьких фронтових позицій були нейтралізовані, а ті, хто вижив, залишилися «приголомшені та практично втратили координацію». Пил і дим погіршили здатність екіпажів бомбардувальників ідентифікувати всі цілі, отже деякі на периферії зон бомбардування залишились недоторканими. Попри тому, що Каньї та Ем'євіль зазнали величезному удару з повітря, більшість захисників вціліло та швидко зайняли свої позиції, щоб відбити британський наступ — обидва населені пункти, що були на напрямку головного удару британців. 503-й важкий танковий батальйон швидко зібрався і мобілізувався до бою, одночасно продовжуючи викопувати свої танки. На хребті Бургебю низка артилерійських систем була знищена, але більшість артилерійських та протитанкових гармат залишилися цілими.
До 08:05 піхотні підрозділи за підтримки танків 3-го Королівського танкового полку 29-ї бронетанкової бригади дістатися залізничної лінії Кан — Троарн. За підтримки артилерії наступаючі війська увірвалися на передові позиції вермахту. До 08:30 була узята в полон велика кількість солдатів 16-ї авіадивізії Люфтваффе. Британці впевнено просувалися вперед. Незважаючи на те, що спротив з боку німців був все ще мінімальним і неорганізованим та було взято більше полонених, два полки йшли вперед за вогневим валом. За розкладом о 09:00 вогневий вплив на противника був припинений через загрозу завдати ураження своїм військам, і через 35 хвилин передові підрозділи досягли залізниці Кан-Вімон.
2-й танковий полк йоменів «Файф та Форфар» просувався повз Каньї, коли підрозділи підпали під фланговий вогонь протитанкових гармат, що переховувалися на позиціях східніше Каньї. За кілька хвилин принаймні 12 танків були виведені з ладу. Йомені здійснили маневр на південь і наразилися на артилерійську засідку, що окопалася на хребті. 3-й Королівський танковий полк перемістився на захід і вступив у танкову дуель з німецьким гарнізоном у Грантвілі; британські танкісти здійснили обхід навколо села та продовжили рух до південної околиці Кана, у напрямку Браса та Юбер-Фолі. Те, що замислювалося як скоординована атака трьох бронетанкових дивізій на хребет Бургебю, вилилося у повільне, фактично без підтримки, просування двох танкових полків, що опинилися поза зором уваги один одного, долаючи спротив сильних німецьких опорних пунктів. До 11:15 британці вийшли на хребет і досягли сіл Брас і Бургебю. Спроби подальшого наступу були зірвані рішучими діями німецьких військ, що тримали оборону, включаючи вогонь з тилу з осередків опору, які обійшли.

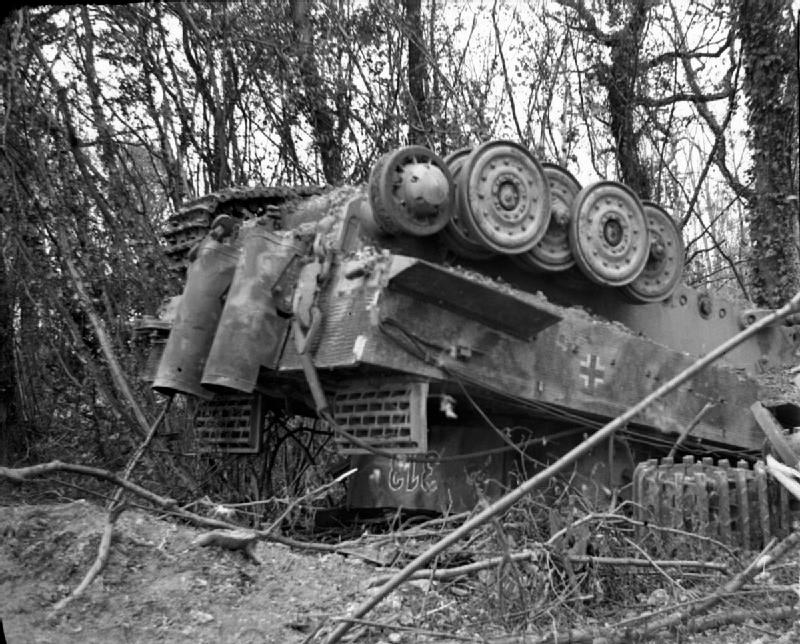
Підбитий німецький танк Panzer VI, що перекинувся

З огляду на обстановку, що склалася, генерал Ебербах наказав підготувати контратаку, причому повноцінну з максимальним залученням сил. 1-ша танкова дивізія СС повинна була атакувати через хребет, тоді як у районі Каньї 21-та танкова дивізія мала відновити всі втрачені позиції. Німецькі танки почали прибувати на хребет близько полудня, і британські танкові екіпажі незабаром повідомляли про німецькі танки та гармати повсюдно. Винищувачі-бомбардувальники «Тайфун», що несли ракети RP-3, були спрямовані на хребет протягом усього дня, затримуючи і врешті-решт зірвавши спробу 1-ї танкової дивізії СС контратакувати. У цих сутичках при штурмі хребта британці втратили ще 16 танків; німці втратили шість «Пантер», намагаючись провести локальну контратаку, що не увінчалася успіхом.
Незадовго до 10:00 Гвардійська бронетанкова дивізія наздогнала 11-ту бронетанкову дивізію і поринула на Каньї. До 12:00 передові її підрозділи зав'язли, вступивши в бій з противником. Німецька контратака проти 2-го Гвардійського бронетанкового гренадерського полку силами 19 танків 21-ї танкової дивізії та «Тигрів» 503-го важкого танкового батальйону зазнала невдачі, коли німецькі танки потрапили під обстріл власних гармат, а два «Тигри» були підбиті. Пізніше 503-й важкий танковий батальйон атакував Колдстрімівську гвардію, але під масованим артилерійським вогнем протитанкових гармат був змушений відступити. Гвардії знадобилося до кінця дня вести осередкові танкові бої, доки врешті-решт британські війська не захопили Каньї, яке виявилося полишеним, коли піхота увійшла в село. Спроби відновити наступ були зірвані через жорсткий опір німців. Єдиним формуванням 7-ї бронетанкової дивізії, яке вступило в бій, став 5-й Королівський танковий полк. О 17:00 поблизу Кувервіля його екіпажі підбили вибив два танки Panzer IV, втративши свої чотири, а потім зачистили Грантвіль, який раніше обійшов 3-й танковий полк.
До вечора 11-та бронетанкова дивізія вийшла до залізничної лінії Кан — Вімон, резервні танки були введені у частини для поповнення тих підрозділів, що зазнали найбільш втрат. Німецькі ремонті танкові бригади поринули вперед, намагаючись відновити і відремонтувати якомога більше своїх танків, оскільки доступно було обмаль резервних одиниць бронетехніки, або щонайменше відтягнути їх у тилову зону. Для британців залишися непоміченим розрив у захопленому рубежі між Ем'євілем та Троаном. Вночі його зайняли частини 12-й танкової дивізії СС, яка втратила 10 танків від повітряних атак, висуваючись на рубіж. З хребта німці провели ряд незначних контратак; одна у сутінках була відбита британською артилерією та протитанковим вогнем, який знищив «Пантеру» і «Тигра». Бої продовжувалися, маючи характер поодинокої танкової стрілянини.

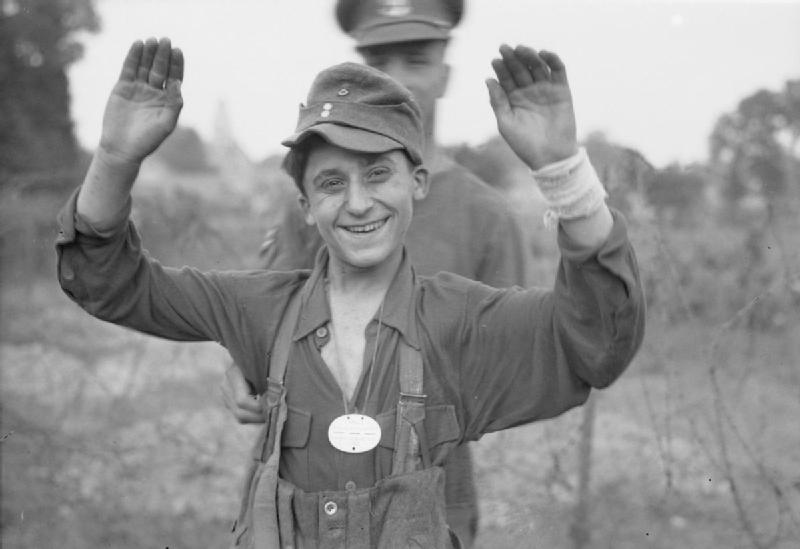
Німецький військовополонений, захоплений при проведенні операції «Гудвуд». 18 липня 1944

У боях навколо Каньї Гвардійська бронетанкова дивізія втратила 15 танків знищеними та 45 пошкодженими. 11-та бронетанкова дивізія втратила 126 танків, хоча лише сорок були знищені; решта були або пошкоджені або зламані. За день бронетанкові дивізії зазнали 521 жертву: Гвардійська бронетанкова дивізія зазнала 127 жертв, 7-ма бронетанкова дивізія — 48 жертв, а 11-та бронетанкова дивізія мала 336 втрачених бійців. На східному фланзі 3-та піхотна дивізія мала успішний день, захопивши всі свої цілі, крім Троарна.
Пізно в другій половині дня 19 липня німецькі танкові формування провели контратаку і бої тривали вздовж нагір'я та навколо Юбер-Фолі 19 липня та 20 липня, однак безрезультатно. 21 липня Демпсі почав закріплюватися на займаних рубежах, поступово замінюючи бронетанкові частини на піхотні, що перейшли до оборони.

### Підсумки операції
Тактично німці стримали наступ противника, утримуючи багато своїх основних позицій і перешкодивши прориву союзників, але вони були вражені міццю наступу та масштабності попереднього бомбардування. Було очевидно, що будь-яка оборонна система завглибшки менше ніж 8,0 км не витримає наступного удару такої потужності, а німці могли дозволити собі забезпечити ешелоновану оборону на таку глибину лише в секторі на південь від Кана. У результаті операції «Гудвуд» британці розширили свої позиції на глибину до 11 км на схід від Кана; південне передмістя Кана було захоплено канадцями під час операції «Атлантик».
Наступальна операція «Гудвуд» зміцнила думку німецького командування, що найнебезпечнішим є східний фланг зони вторгнення союзників. Тому німецькі панцерні підкріплення, що прибували до Нормандії, втягувалися в оборонні бої на сході і втрачали свій бойовий потенціал. До кінця липня лише півтори танкові дивізії протистояли американським силам на західному фланзі фронту, а шість з половиною — британцям і канадцям на східному фланзі плацдарму. Німецька оборона в Нормандії була близька до краху, коли операція «Кобра» прорвала тонку німецьку оборонну лінію на заході, і лишень декілька німецьких механізованих підрозділів виявилися готовими до проведення контратак. Мартін Блуменсон, американський офіційний історик, після війни писав, що «Гудвуд» створив прорив, «… Кобра, мабуть, була вже непотрібною». В цій операції британсько-канадські війська завдали німцям таких суттєвих втрат, але водночас так і не розтрощили їх остаточно на своєму напрямку. Вплив на моральний дух німецьких командирів був великим, до того ж його погіршувала новина про поранення в результаті повітряної атаки Роммеля. Клюге втратив свій ранній оптимізм після призначення на зміну Рундштедту і 21 липня написав Гітлеру, передбачаючи неминучий крах.